# Polne (województwo lubuskie)
Polne (dawn. Polna) – wieś w Polsce położona w województwie lubuskim, w powiecie sulęcińskim, w gminie Słońsk.
W 1946 roku miejscowość została włączona do województwa poznańskiego na terenie powojennej Polski. W latach 1975–1998 miejscowość położona była w województwie gorzowskim.